# 167
Вижте пояснителната страница за други значения на 167.

## Починали
- 17 април – Папа Св. Аникет, римски папа